# Transport routier de personnes

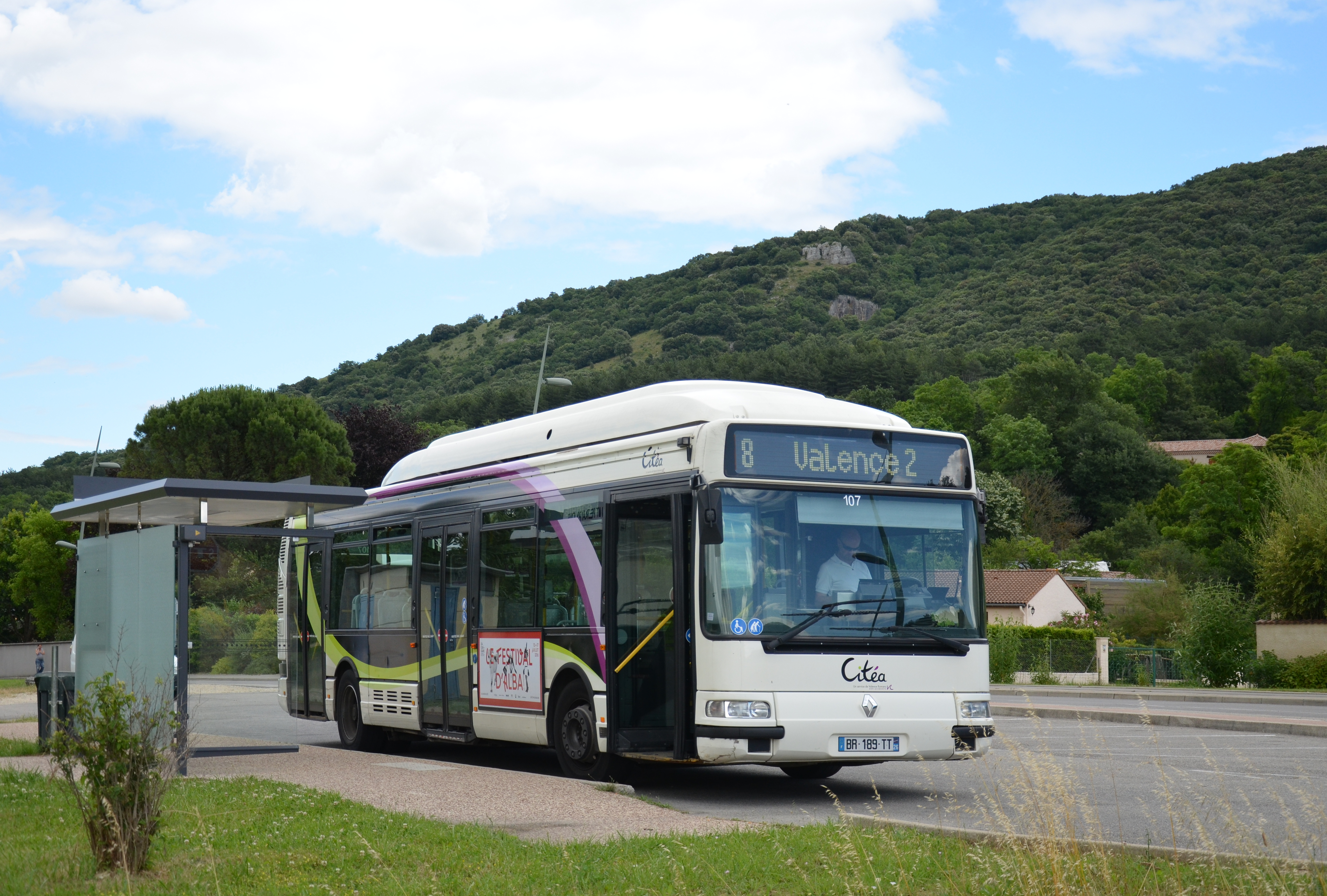
Un autobus circule en général sur des lignes régulières courte distance.

Le transport routier de personnes est une activité commerciale qui consiste à transporter par des véhicules routiers des voyageurs ou groupes de personnes.

## Description
Lorsqu'il s'agit de lignes régulières courte ou moyenne distance, les autorités organisatrices de la mobilité mettent en œuvre les moyens nécessaires.
Lorsqu'elle est réalisée par une entreprise à but lucratif, l'entreprise, par extension et le dirigeant ou l'actionnaire principal se nomment transporteur routier de personnes.
Les transports en commun qu'ils soient urbains ou inter-urbains entrent donc dans cette catégorie. L'organisation de ces transports est régie par une loi datant de 1982 : la Loi d'orientation des transports intérieurs (LOTI).
Le transport routier de personnes appartient au domaine des transports terrestres, comme le transport ferroviaire (transport par voie ferrée, de marchandises, de personnes ou de biens) ou le transport routier de marchandises (transport par la route à bord de Camion ou Véhicule utilitaire léger).
Cette activité est réglementée dans de nombreux pays.